# 澎湖縣政府
澎湖縣政府是中華民國臺灣省澎湖縣最高層級的地方行政機關，在中華民國政府架構中為縣自治的行政機關，同時負責執行中央機關委辦事項。澎湖縣的自治監督機關本為臺灣省政府，但虛級化後業務與功能被大幅縮減，澎湖縣的自治監督機關改為行政院內政部。澎湖縣政府為轄下各鄉、鎮、縣轄市的地方自治監督機關。

## 辦公廳舍

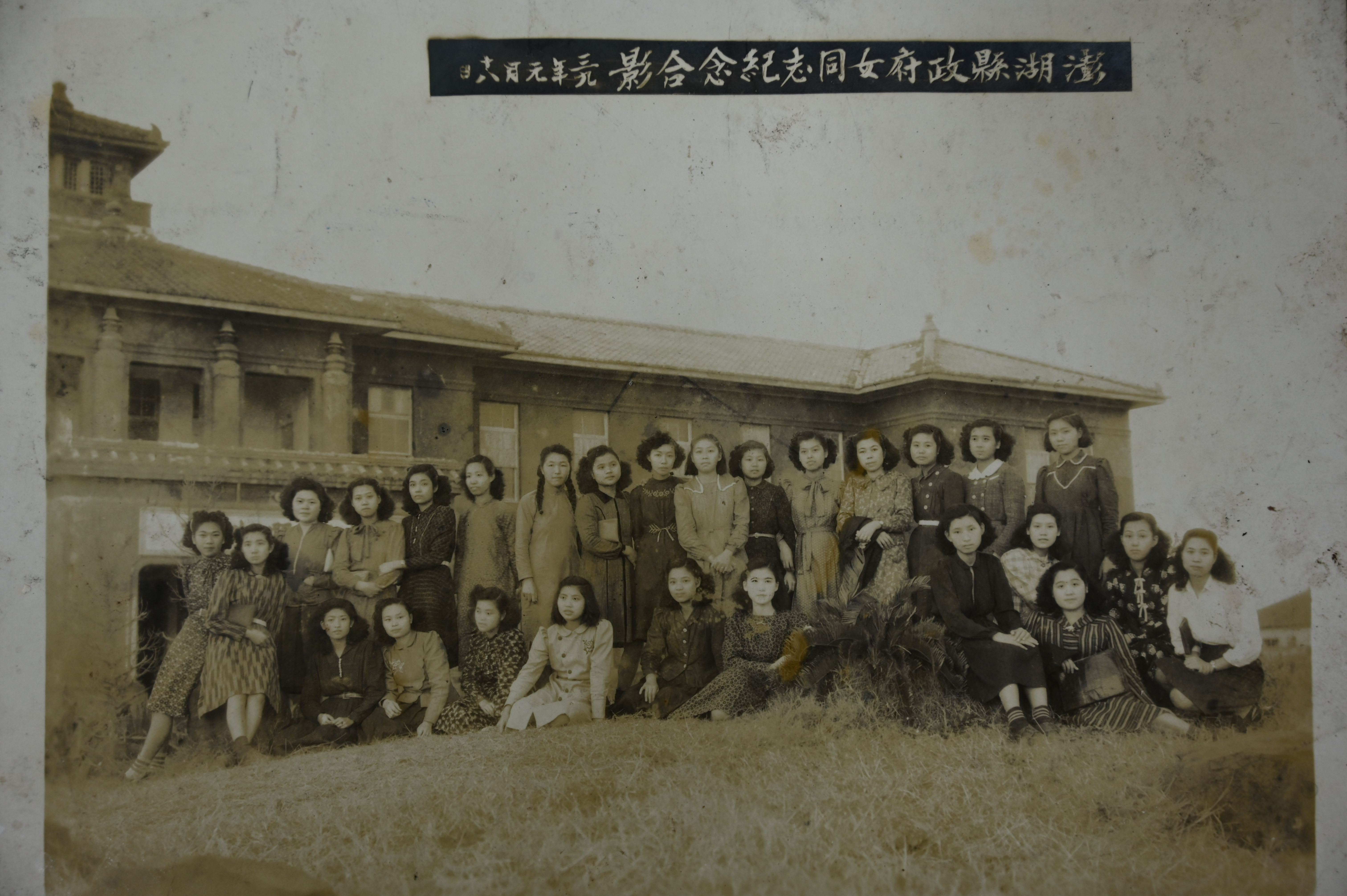
澎湖廳舍（今澎湖縣政府廣場暨停車場），攝於1950年。

### 合署大樓
今澎湖縣政府位於馬公市治平路32號的官署大廳，前身為澎湖廳舍的建築工程便是由上瀧組負責，該廳舍起建於昭和八年（1933年）5月16日，昭和九年（1934年）12月31日竣工，昭和十年（1935年）2月11日正式啟用，主要建築物佔地345坪、總面積達5,000坪，動員多達15,435人，總計耗費日幣7萬4,389元2角2錢。澎湖廳舍坐北朝南，面向媽宮城舊城區，為一棟二層樓式石造、混凝土建築，石材全取澎湖當地的玄武岩而成，格式對稱，規劃工整，風格簡約，立面則覆蓋日本樣式的傳統屋頂屋瓦，中央設置小塔樓，採四垂攢尖頂，饒富雅趣，後世多評論其為「帝國官帽樣式」的建築風格。:178-180
昭和二十年（1945年），美國軍機發動澎湖大空襲，不少砲彈波及澎湖廳舍，但主體建築泰半完整。
獨立廳舍（一級機關）
| 名稱           | 地址                    |
| -------------- | ----------------------- |
| 警察局         | 澎湖縣馬公市治平路36號  |
| 消防局         | 澎湖縣馬公市四維路320號 |
| 衛生局         | 澎湖縣馬公市中正路115號 |
| 農漁局         | 澎湖縣馬公市新營路477號 |
| 文化局         | 澎湖縣馬公市中華路230號 |
| 稅務局         | 澎湖縣馬公市治平路17號  |
| 環境保護局     | 澎湖縣湖西鄉大城北6-1號 |
| 公共車船管理處 | 澎湖縣馬公市光華里200號 |

獨立廳舍（二級機關）
| 名稱           | 地址                      |
| -------------- | ------------------------- |
| 縣立體育館     | 澎湖縣馬公市中華路238號   |
| 水產種苗繁殖場 | 澎湖縣馬公市嵵裡里66之6號 |
| 家庭教育中心   | 澎湖縣馬公市自立路21號    |

獨立廳舍（一級機關下所轄機關）
| 名稱           | 地址                       |
| -------------- | -------------------------- |
| 林務公園管理所 | 澎湖縣馬公市光華里165號    |
| 家畜疾病防治所 | 澎湖縣馬公市西文里118之1號 |
| 水產種苗繁殖場 | 馬公市蒔裡里66之6號        |
| 澎湖縣圖書館   | 澎湖縣馬公市中華路236-1號  |

## 組織架構
澎湖縣政府的組織基準法為《澎湖縣政府組織自治條例》，澎湖縣政府設有11個內部單位、7個所屬一級機關（設有20個下屬機關）、9個所屬二級機關、54所各級學校。此外，澎湖縣政府還經營2個縣營事業機構。
機關
- 澎湖縣政府警察局
- 澎湖縣政府消防局
- 澎湖縣政府衛生局
- 澎湖縣政府環境保護局
- 澎湖縣政府農漁局
- 澎湖縣政府文化局
- 澎湖縣政府稅務局

單位
- 澎湖縣政府民政處
- 澎湖縣政府財政處
- 澎湖縣政府建設處
- 澎湖縣政府教育處
- 澎湖縣政府工務處
- 澎湖縣政府旅遊處
- 澎湖縣政府社會處
- 澎湖縣政府行政處
- 澎湖縣政府人事處
- 澎湖縣政府政風處
- 澎湖縣政府主計處

各級學校
- 澎湖縣立各國民中學（14校）
- 澎湖縣各國民小學（40校）

縣營事業機構
- 公法組織—澎湖縣公共車船管理處
- 私法人—澎湖縣肉品市場股份有限公司

## 外部連結
- 澎湖縣政府 （页面存档备份，存于）（繁體中文）（简体中文）（英文）（日語）
- 澎湖縣政府的Facebook專頁
- YouTube上的澎湖縣政府頻道